# Parafia Najświętszego Serca Pana Jezusa w Lecce
Parafia Najświętszego Serca Pana Jezusa w Lecce – parafia rzymskokatolicka znajdująca się w archidiecezji przemyskiej w dekanacie Błażowa.

## Historia
W 1908 roku bp Józef Sebastian Pelczar wydał polecenie zbudowania kościołów filialnych w Leckiej i Kąkolówce. W 1935 roku we wsi zorganizowano Katolickie Stowarzyszenie Młodzieży, które zaproponowało budowę kaplicy. Część mieszkańców była przeciwna, ale przy ofiarnej pomocy zainteresowanych rozpoczęto budowę. W 1939 roku ukończono budowę murowanej kaplicy, którą poświęcił ks. prał. Ignacy Łachecki z Hyżnego. 
W lutym 1941 roku do Lecki przybył Jezuita ks. Marian Rudolf Spytkowski, a następnie dokonano rozbudowy kaplicy. W kościele posługiwali też: ks. Józef Grydyk (1942–1943) i ks. Wojciech Bogdan (1942–1946). 
W 1947 roku została erygowana ekspozytura, z wydzielonego terytorium parafii Błażowa, a w 1948 roku kościół poświęcono pw. Najświętszego Serca Pana Jezusa. 
Gdy kościół okazał się za mały na potrzeby parafii, w 2008 roku postanowiono zbudować nowy kościół na nowym placu. 24 października 2010  roku bp Mateusz Ustrzycki poświęcił plac pod budowę. 30 czerwca 2013 roku wmurowano kamień węgielny. W 2011 roku rozpoczęto budowę kościoła, a 30 czerwca 2013 roku wmurowano kamień węgielny. 8 września 2013 roku abp Józef Michalik poświęcił nowy kościół.
Na terenie parafii jest 820 wiernych.
Proboszczowie parafii:
1949–1976. ks. Stanisław Rysz (ekspozyt).
1976–2008. ks. kan. Franciszek Pelc.
2008– nadal ks. Stanisław Kowal.